# Technomyrmex quadricolor
Technomyrmex quadricolor är en myrart som först beskrevs av Wheeler 1930.  Technomyrmex quadricolor ingår i släktet Technomyrmex och familjen myror. Inga underarter finns listade i Catalogue of Life.